# Литовский художественный музей
Лито́вский худо́жественный музе́й (лит. Lietuvos nacionalinis dailės muziejus, с 28 февраля 2020 года — Литовский национальный художественный музей) — национальный музей Литвы, член Международного совета музеев (ICOM). Учредитель музея — Министерство культуры Литовской Республики. Основные направления деятельности музея — сбор, изучение, реставрация и пропаганда памятников духовной и материальной культуры. В состав Литовского художественного музея входит несколько структурных подразделений — специализированных музеев и галерей в Вильнюсе и других городах Литвы.

## История

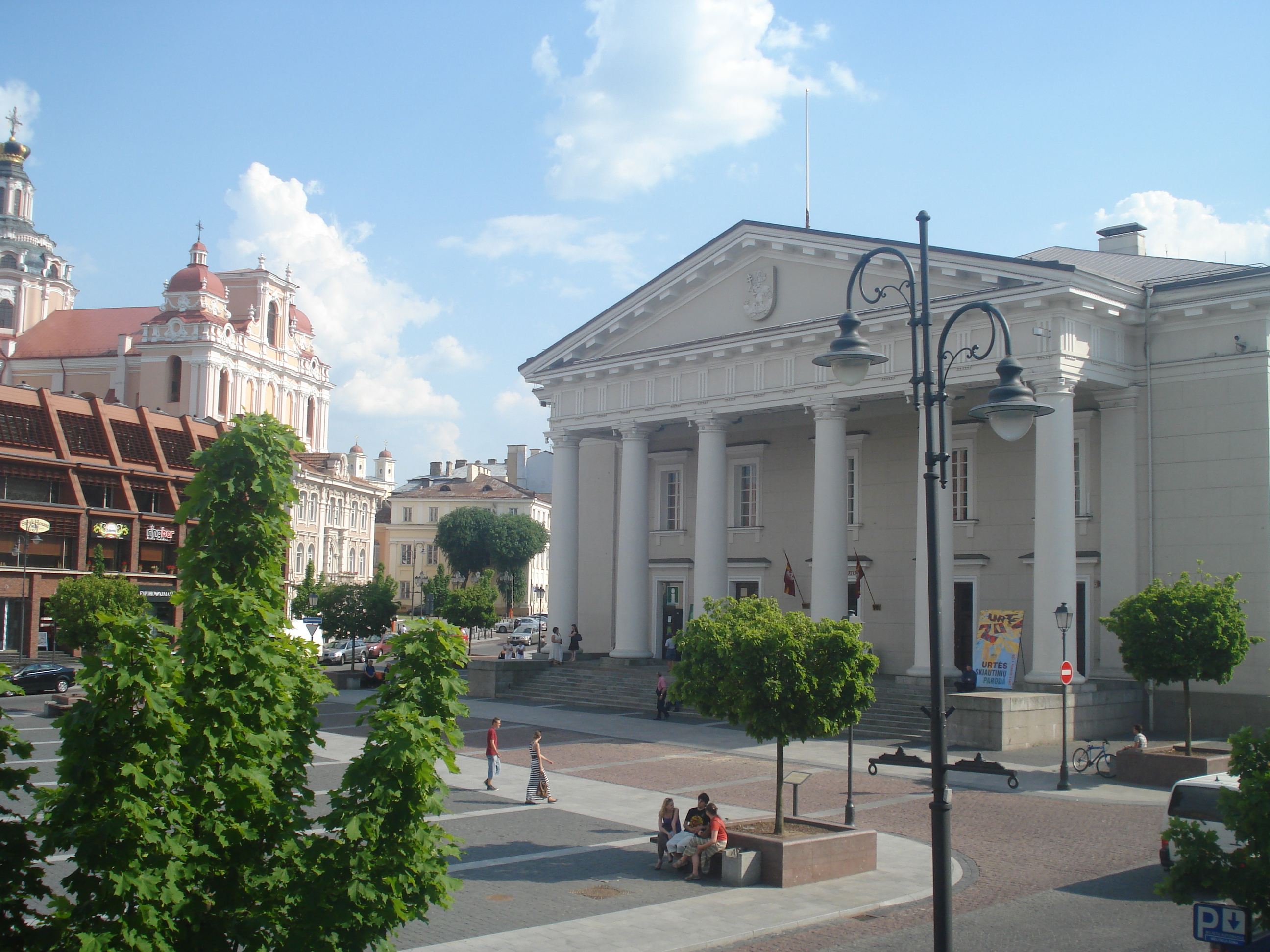
Здание Ратуши

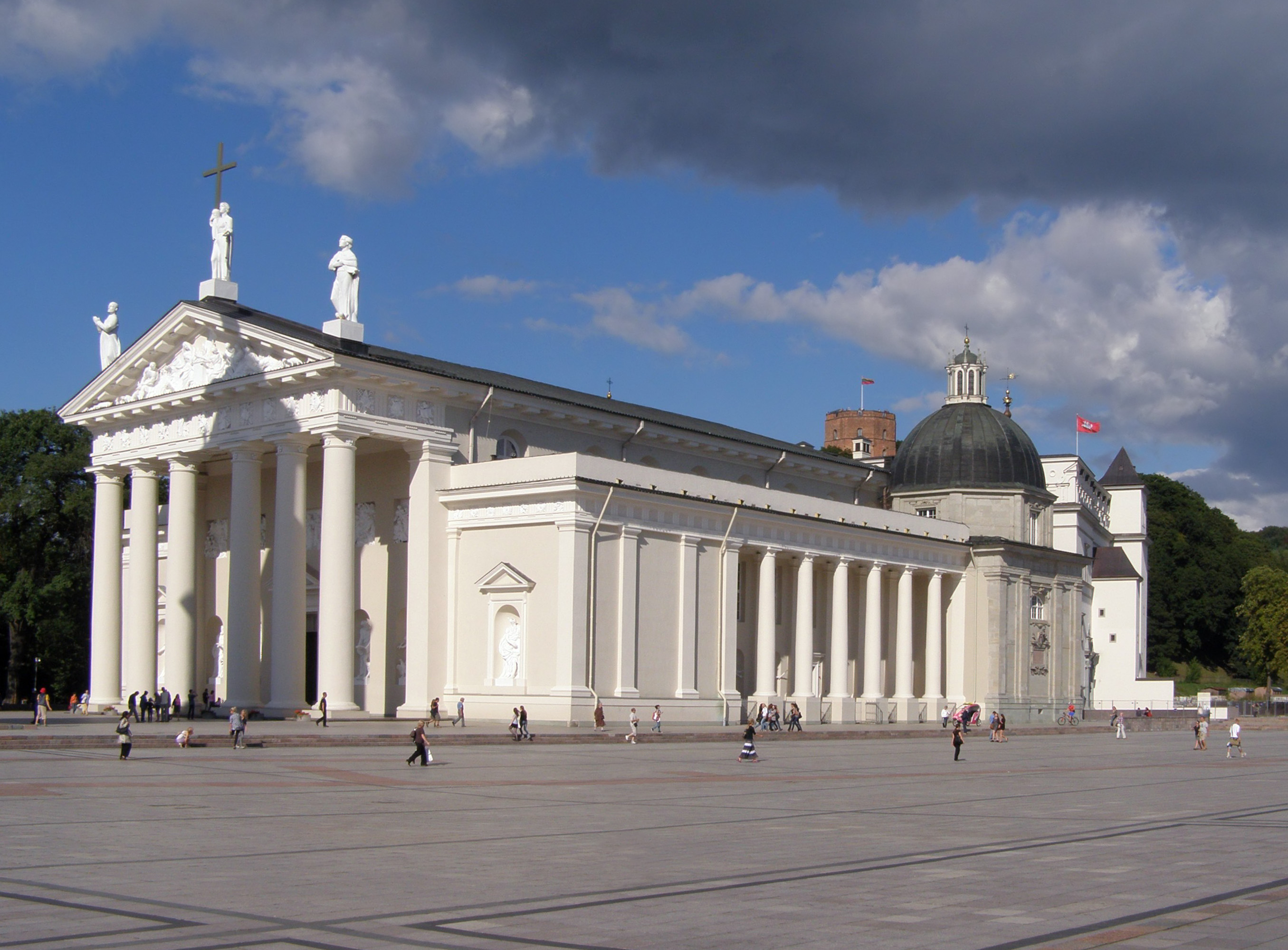
Здание Кафедрального собора

В 1933 году в Вильно был основан Городской музей. На его основе в 1940 году был создан государственный музей художественного профиля. Фонды составили произведения, унаследованные от Городского музея, Литовского научного общества, полученные от коллекций национализированных поместий, различных учреждений, приобретённые у частных лиц. Во время Второй мировой войны часть экспонатов была вывезена, уничтожена или повреждена. В 1941 году музей был реорганизован в Вильнюсский государственный художественный музей, в 1966 году преобразованный в Государственный художественный музей Литовской ССР, с 1990 года — Литовский художественный музей.
Музей располагался в бывшей вильнюсской Ратуше. В 1964—1992 годах музею принадлежал Музей театра и музыки, в 1975—1991 годах — костёл Всех Святых, в котором действовал Музей народного искусства, в 1978—1995 годах — экспозиция Вяркяйского дворца (все в Вильнюсе).
Первым директором Городского музея (Вильнюсского художественного музея) в 1940—1944 годах был художник Адолфас Валешка. Научные основы деятельности музея были сформулированы и утверждены в 1944—1949 годах, когда музеем руководил профессор Л. П. Карсавин. В те же года начались систематические работы по сбору, исследованию и реставрации музейных фондов. В 1949—1949 годах директором музея был Бронюс Петраускас, затем Т. Филипайтис (1950—1953).
В 1953—1979 годы музей возглавлял реставратор и музеевед Пранас Гудинас. В этот период особенно интенсивно развивались образовательная и выставочная работа музея. В 1966—1970 годах музей издавал продолжающееся издание „Muziejai ir paminklai“ («Музеи и памятники»), посвящённое вопросам музееведения, краеведения и изучению памятников.
В 1956 году в здании Кафедрального собора в Вильнюсе была открыта Картинная галерея. Рядом с главным зданием Литовского художественного музея (в Ратуше) по проекту архитектора В. Чеканаускаса был построен Дворец художественных выставок (ныне Центр современного искусства), открытый в 1967 году.
В музее с 1964 года действовал отдел реставрации и консервации музейных ценностей. В 1968 году был создан Центр реставрации и консервации музейных ценностей.
В 1962 году была сформирована долгосрочная программа развития Литовского художественного музея, в осуществление которой открывались новые специализированные подразделения:
- в 1963 году начал работать Музей янтаря в Паланге;
- в 1964 году в Вильнюсе открылся филиал Литовского художественного музея — Музей театра и музыки (впоследствии ставший отдельным Музеем музыки, театра и кино);
- в 1973 году был открыт Музей миниатюр в Юодкранте;
- в 1975 году в здании костёла Всех Святых в Вильнюсе был открыт Музей литовского народного искусства;
- в 1978 году была открыта экспозиция Вяркяйского дворца (ныне экспозиции Литовского художественного музея в этом дворце нет);
- в 1979 году был учреждён Музей часов в Клайпеде, начавший работать в 1984 году;
- в 1987 году в Вильнюсе был открыт Музей прикладного искусства.

В 1989 году здание Кафедрального собора было возвращено католической церкви. В 1990—1997 годах действовала экспозиция Ренавской усадьбы, принадлежавшая Литовскому художественному музею (в настоящее время дворец усадьбы является подразделением Мажейкяйского музея).
После восстановления независимости Литвы структура Литовского художественного музея изменилась. Согласно Акту о реституции были возвращены законным владельцам культовые здания, ранее принадлежавшие католической церкви и другим конфессиям.
Два самых крупных подразделения Литовского художественного музея Дворец выставок и Музей театра и музыки стали самостоятельными музейными единицами. Была также демонтирована и помещена в запасники экспозиция Вяркяйского дворца.
Музею был передан дворец вельмож Ходкевичей в Вильнюсе. В 1994 году в отремонтированном дворце Ходкевичей обосновалась Вильнюсская картинная галерея. Здесь же располагается администрация музея и некоторые другие службы. Бывшее главное здание музея (Ратуша) было передано Вильнюсскому городскому самоуправлению.
В 1995 году в Паэжеряйском дворце (Вилкавишкский район) была учреждена Сувалькийская художественная галерея (в настоящее время галерея не принадлежит музею); во дворце располагается краеведческий музей.
На 1 января 1998 года собрания Литовского художественного музея насчитывали 200237 экспонатов. В настоящее время Литовский художественный музей является государственным некоммерческим культурным учреждением со статусом национального музея.
Сорок лет музей возглавлял Ромуалдас Будрис (1979—2019), с 2019 года директор музея Арунас Гелунас.

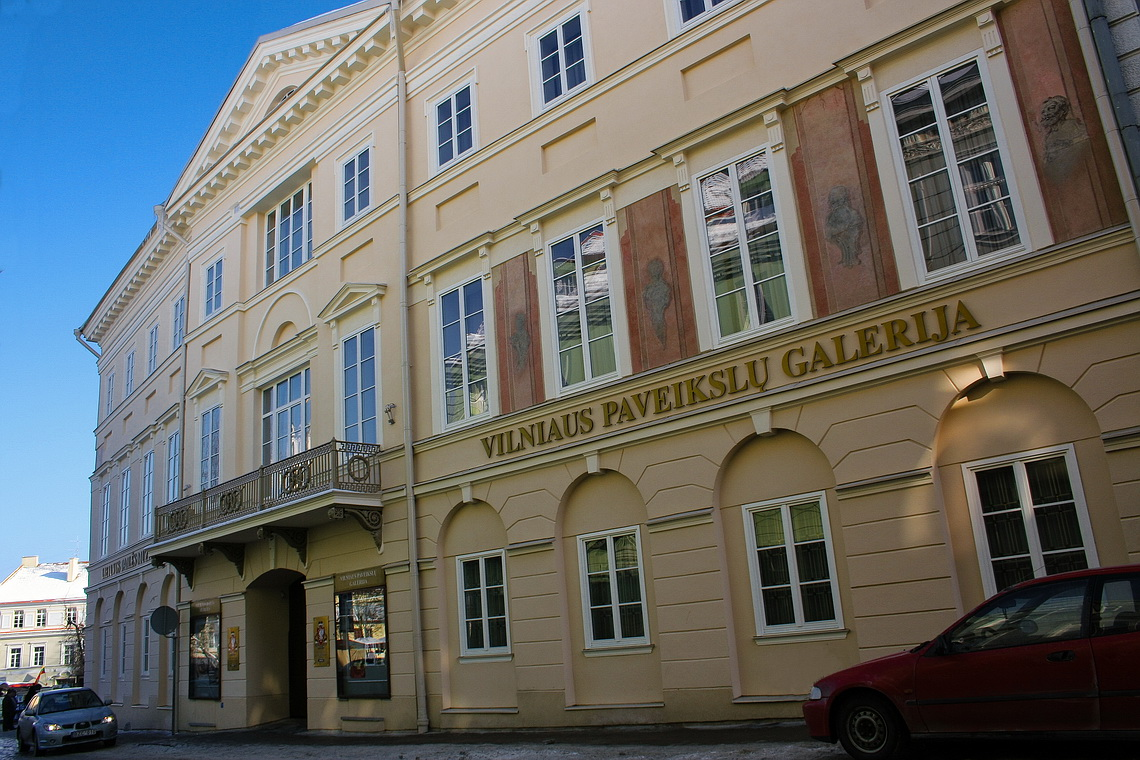
Вильнюсская картинная галерея

## Подразделения

### Вильнюсская картинная галерея
Vilniaus paveikslų galerija. Адрес: улица Диджёйи 4, Вильнюс (Didžioji g. 4).
Галерея располагается в просторном дворце графов Ходкевичей. Заслуживает внимания интерьер позднего классицизма. Постоянная экспозиция знакомит с развитием изобразительного искусства Литвы с XVI века по начало XX века. В галерее широко представлена Вильнюсская художественная школа — творчество профессоров и воспитанников кафедр живописи, ваяния и других, действовавших в Виленском университете в 1793—1832 годах.
Не менее полно представлено творчество художников Литвы, во второй половине XIX века получавших образование в Германии, Польше, России, Франции.
В галерее проводятся выставки, музыкально-поэтические и другие вечера, концерты классической музыки.
Открыта со вторника до субботы с 11:00 до 18:00 часов. По воскресеньям с 12:00 до 17:00 часов. В дни перед государственными праздниками работает на час меньше. Не работает по понедельникам и в дни государственных праздников.
Цена билета 6 евро, для школьников и студентов — 3 евро (для детей до 7 лет, людей с ограниченными возможностями, членов ICOM бесплатно).

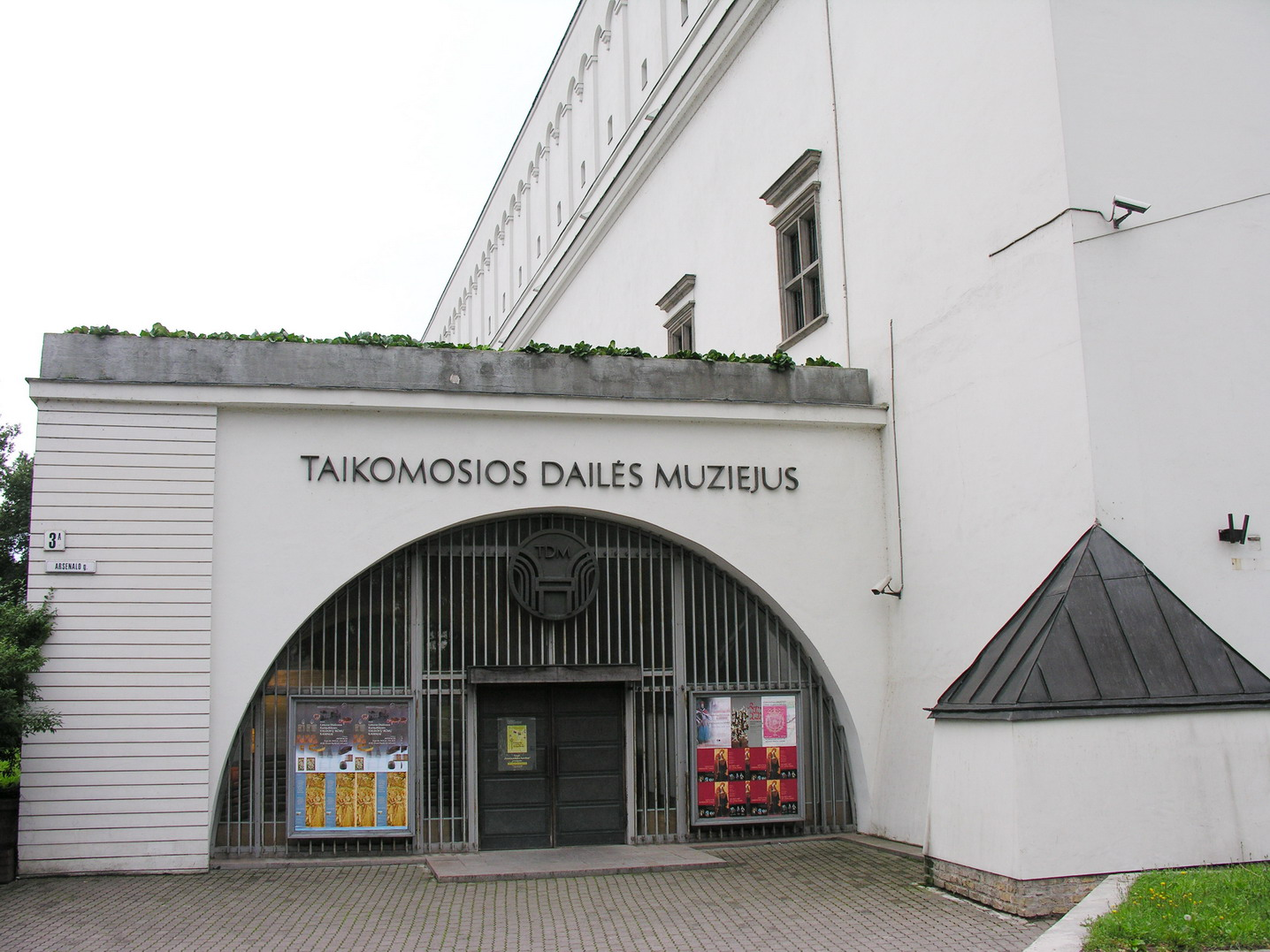
Музей прикладного искусства

### Музей прикладного искусства
Taikomosios dailės muziejus. Адрес: улица Арсенало 3а, Вильнюс (Arsenalo g. 3a).
Музей располагается в отстроенном ренессансном дворце Старого арсенала, который в прошлом составлял часть комплекса Нижнего замка. Здесь экспонируется прикладное искусство Литвы и зарубежных стран XIII—XX веков. Здесь проводятся национальные и международные выставки, а также различного рода презентационные и культурные мероприятия, концерты классической музыки.
Открыт со вторника до субботы с 11:00 до 18:00 час. По воскресеньям и перед государственными праздниками с 11:00 до 16:00 часов.
Не работает по понедельникам и в дни государственных праздников.

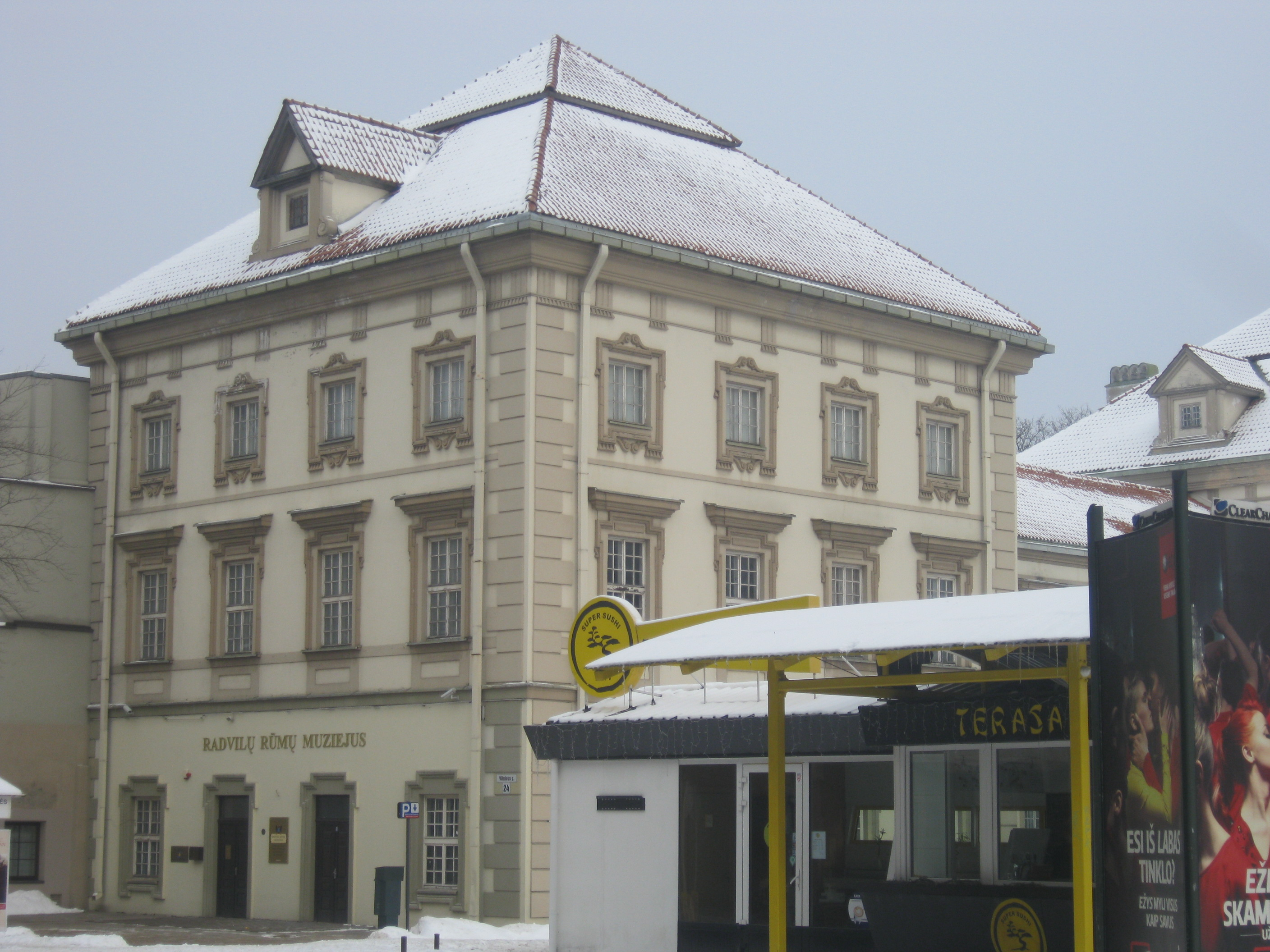
Музей дворца Радзивиллов

Цена билета 6 евро.

### Дворец Радзивиллов
Radvilų rūmų muziejus. Адрес: улица Вильняус 24, Вильнюс (Vilniaus g. 24).
Постоянную экспозицию составляет произведения изобразительного искусства зарубежных стран (Западной и Центральной Европы, России). Во дворце можно ознакомиться с портретной галереей рода Радзивиллов XVIII века. Здесь же проводятся крупные тематические выставки Литовского художественного музея.
Музей дворца Радзивиллов открыт со вторника до субботы с 11:00 до 18:00 часов. По воскресеньям с 12:00 до 17:00 часов. В дни перед государственными праздниками работает на час меньше. Не работает по понедельникам и в дни государственных праздников.
Цена билета 6 евро.

### Национальная художественная галерея
Nacionalinė dailės galerija. Адрес: проспект Конституциёс 22, Вильнюс (Konstitucijos pr. 22).

Национальная художественная галерея

Национальная галерея была открыта в 1993 году в здании бывшего Музея революции. После реконструкции, проведённой в 2005—2009 годах, Национальная художественная галерея стала современным многофункциональным центром искусства и культуры.
В постоянной экспозиции произведения живописи, скульптуры, графики, фотографии, инсталляций Литвы XX—XXI веков. Проводятся сменные выставки, лекции, различные культурные мероприятия. Работают крупнейший в Литве архив с информацией о литовских художниках XX—XXI веков и библиотека-читальня.
Национальная художественная галерея открыта по средам, пятницам, субботам с 12:00 до 19:00 часов, по четвергам с 13:00 до 20:00 часов, по воскресеньям и перед государственными праздниками с 12:00 до 17:00 часов. Не работает по понедельникам и в дни государственных праздников.
Цена билета 6 евро.

### Художественный музей Витаутаса Касюлиса
Vytauto Kasiulio dailės muziejus. Адрес: улица А. Гоштауто 1, Вильнюс (A. Goštauto g. 1).

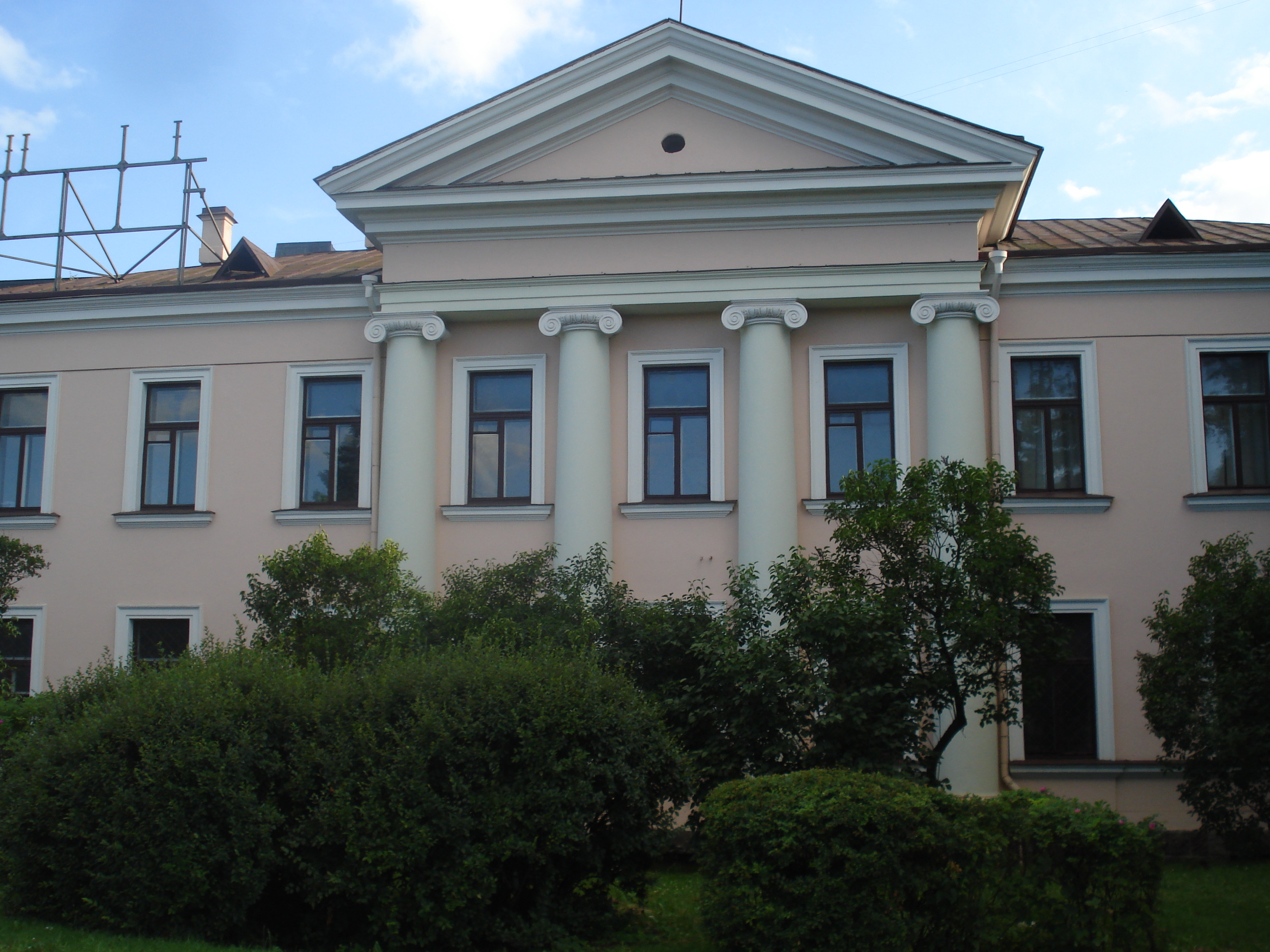
Здание Общества друзей науки

Музей произведений художника литовского происхождения Витаутаса Касюлиса (1918—1995), который жил и работал в Париже. В музее представлена подаренная Литве вдовой художника коллекция живописных полотен (950 картин), а также личные вещи из студии художника.
Музей расположен в здании, построенном Виленским обществом друзей наук перед Второй мировой войной. В советский период в здании размещался Музей революции Литовской ССР, учреждённый в 1948 году.
Художественный музей Витаутаса Касюлиса открыт со вторника до субботы с 11:00 до 18:00 часов. По воскресеньям с 12:00 до 17:00 часов.
Цена билета для взрослых 6 евро, для школьников и студентов 3 евро.

### Галерея Пранаса Домшайтиса
Prano Domšaičio galerija. Адрес: улица Лепу 33, Клайпеда (Liepų g. 33, Klaipėda).
В экспозиции живопись, скульптура, графика Западной Европы, Литвы, Латвии, России. С 2001 года действует постоянная экспозиция (около 600 работ) литовского художника-экспрессиониста Пранаса Домшайтиса (1880—1965) и культурный центр его имени.
Открыта со вторника до субботы с 11:00 до 18:00 часов. По воскресеньям с 12:00 до 17:00 часов. В дни перед государственными праздниками работает на час меньше. Не работает по понедельникам и в дни государственных праздников.
Цена билета 6 евро.

### Музей часов
Laikrodžių muziejus. Адрес: улица Лепу 12, Клайпеда ( Liepų g. 12, Klaipėda).

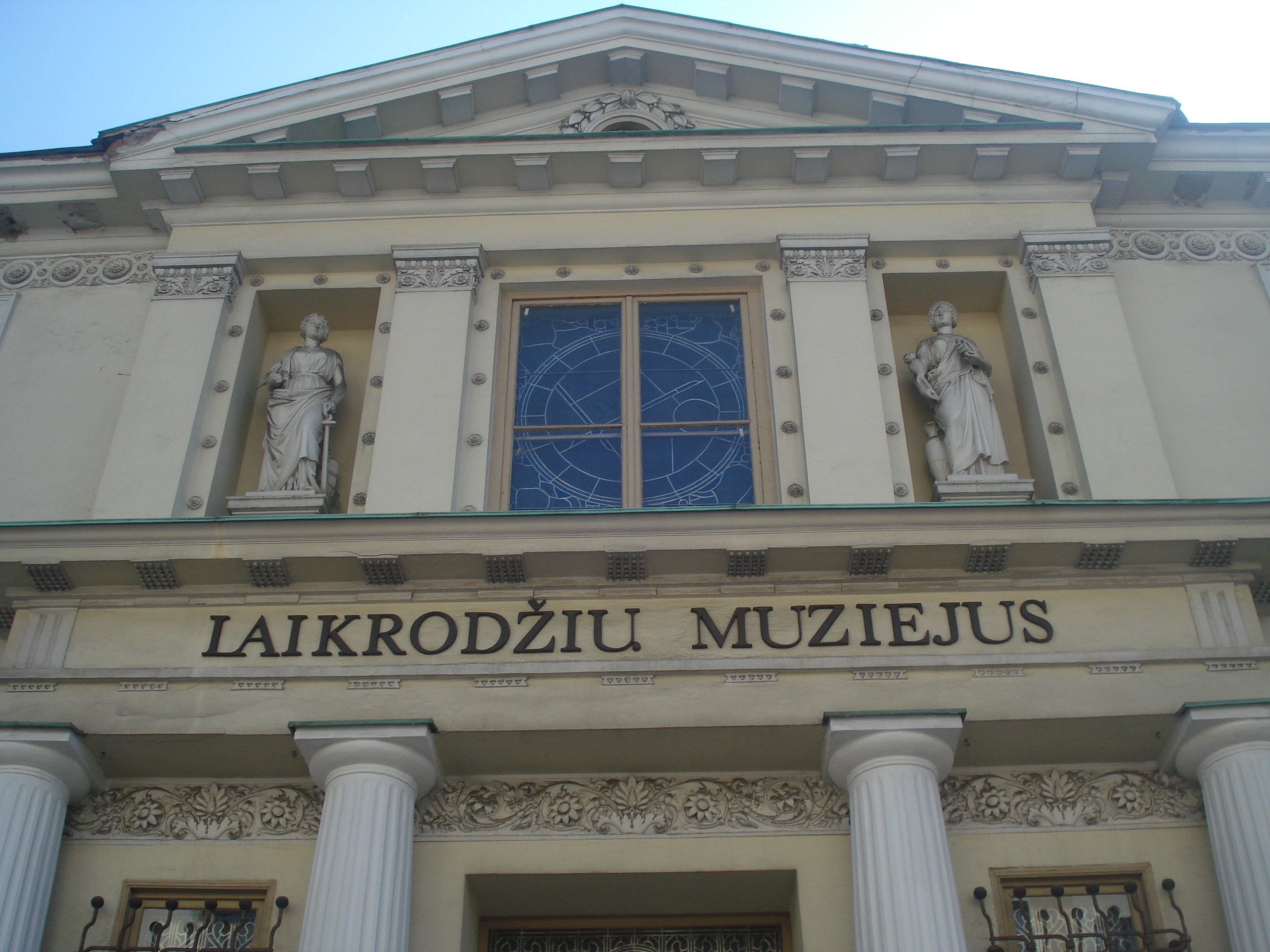
Музей часов

Музей знакомит с самыми разнообразными приспособлениями, с помощью которых измерялось время в разные исторические эпохи. В экспозиции представлены солнечные, звёздные, огненные, водяные, песочные часы, уникальные механические часы XVI—XIX веков, а также современные электромеханические, электромагнитные, электронные и кварцевые часы. Помимо часов, в музее можно познакомиться со старинными лунными и лунно-солнечными календарями.
Открыт со вторника до субботы с 11:00 до 18:00 часов. По воскресеньям с 12:00 до 17:00 часов. В государственные праздники работает на час меньше. Не работает по понедельникам и в дни государственных праздников.
Цена билета 6 евро.

### Палангский музей янтаря
Palangos gintaro muziejus. Адрес: улица Витауто 17, Паланга (Vytauto g. 17, Palanga).

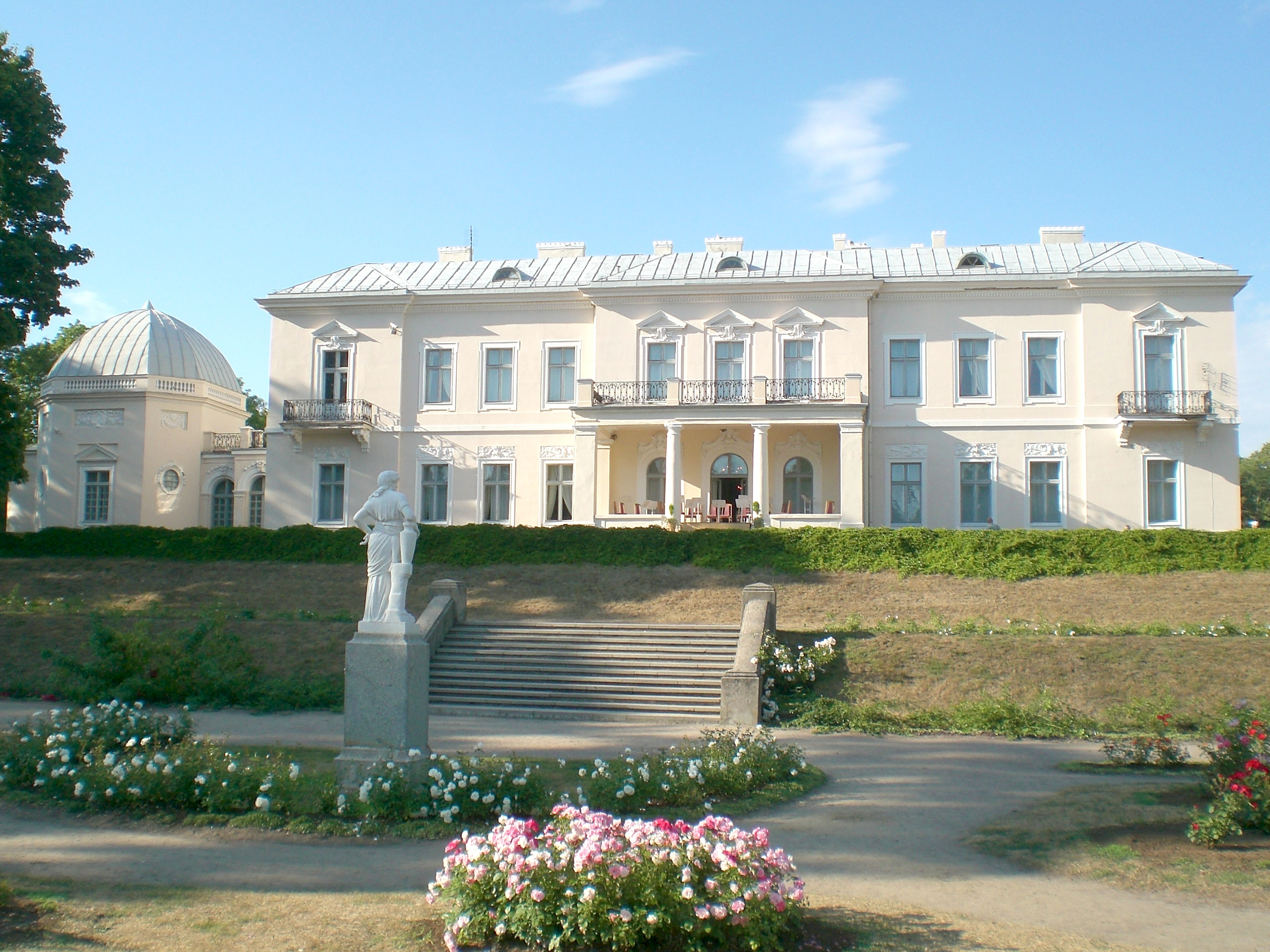
Музей янтаря

Музей расположен во дворце Тышкевичей, построенном в 1897 году. В парадных залах дворца восстановлена обстановка резиденции аристократов.
Коллекция включает 28 тысяч единиц. В экспозиции представлено около 4,5 тысяч камней янтаря и предметов, изготовленных из янтаря.
С 1 сентября до 31 мая музей открыт со вторника до субботы с 11:00 до 17:00 часов. По воскресеньям и перед государственными праздниками с 12:00 до 17:00 час. С 1 июня до 31 августа: со вторника до субботы с 10:00 до 20:00 часов. По воскресеньям и перед государственными праздниками с 10:00 до 19:00 часов. Не работает по понедельникам и в дни государственных праздников.
Цена билета 8 евро.

### Музей миниатюр
Miniatiūrų muziejus. Адрес: улица Л. Резос 3, Юодкранте (Неринга) (L. Rėzos g. 3, Juodkrantė).

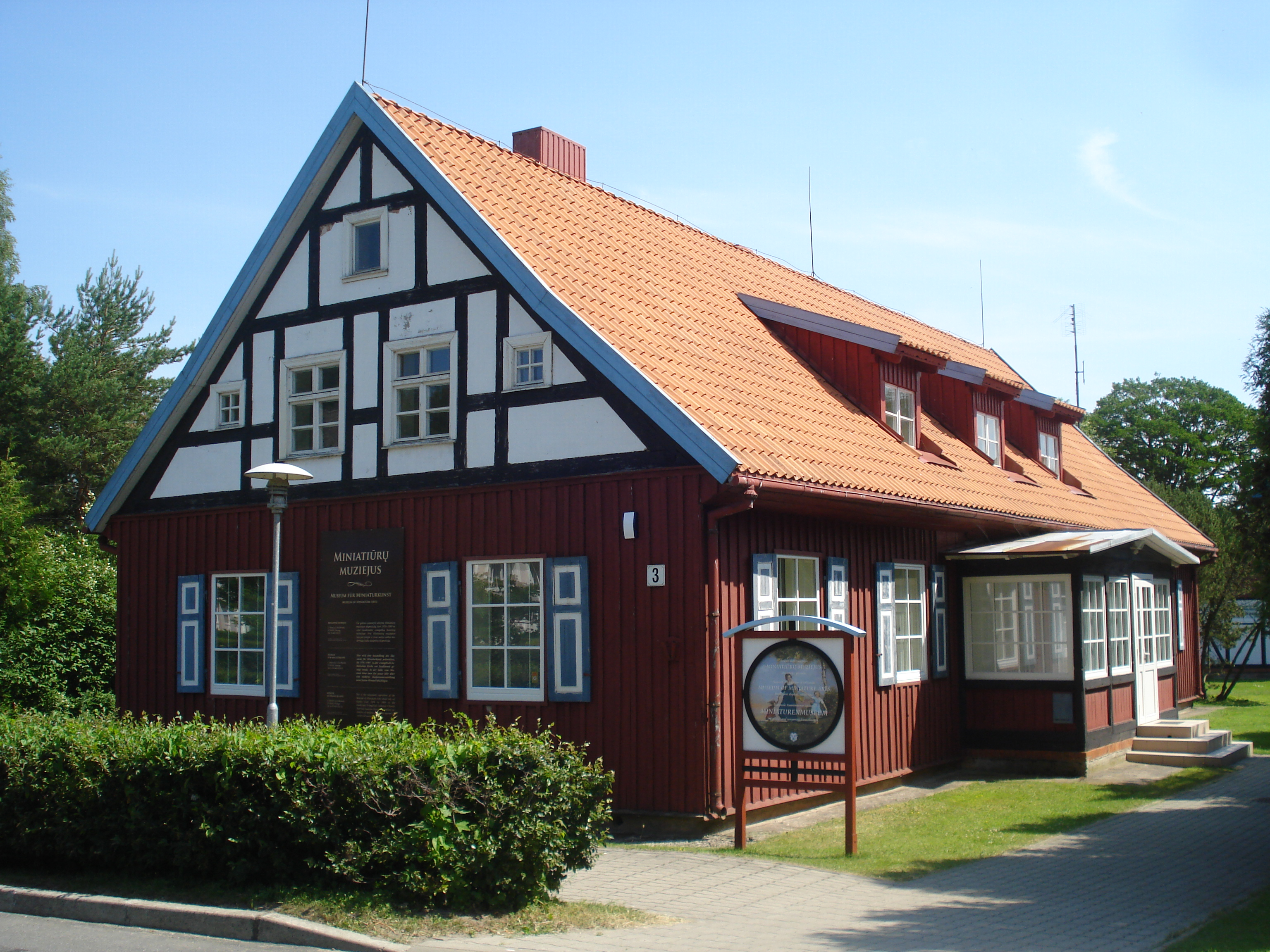
Музей миниатюр

Музей миниатюр размещался в здании Лютеранской церкви в Юодкранте до 1989 года. Он был закрыт, так как здание было возвращено верующим. Музей миниатюр был открыт заново в 2007 году. Среди экспонатов исторические медали, античные веера, вышитые бисером рисунки, шкатулки, кошельки.
Открыт со вторника до субботы с 11:00 до 18:00 часов. По воскресеньям и перед государственными праздниками с 11:00 до 16:00 часов. Не работает по понедельникам и в дни государственных праздников.
Цена билета 6 евро.

### Реставрационный центр Пранаса Гудинаса
Prano Gudyno restauravimo centras. Адрес: улица Рудининку 8, Вильнюс (Rūdininkų g. 8, Vilnius)